# Pululahua
Pululahua es un volcán inactivo de los Andes ecuatorianos.

## Localización
Se localiza en el Distrito Metropolitano de Quito de la provincia de Pichincha, en la Cordillera Occidental de los Andes del norte Ecuador, al suroeste y al norte de los volcanes Mojanda y Casitahua respectivamente. Su caldera tiene una longitud aproximada de 9.7 km a una altitud de 3356 m s. n. m..

## Historia
En el año 467 a. C., Pululahua entró en erupción, expulsando ceniza volcánica sobre gran parte de las regiones bajas del oeste del actual Ecuador, lo que redujo en gran medida las expresiones de las culturas Chorrera y Cotocollao.